# Ávilai Nagy Szent Teréz-templom
Az Ávilai Nagy Szent Teréz-templom Kazincbarcika 1913-ban felszentelt római katolikus temploma. Búcsúünnepe: október 15.

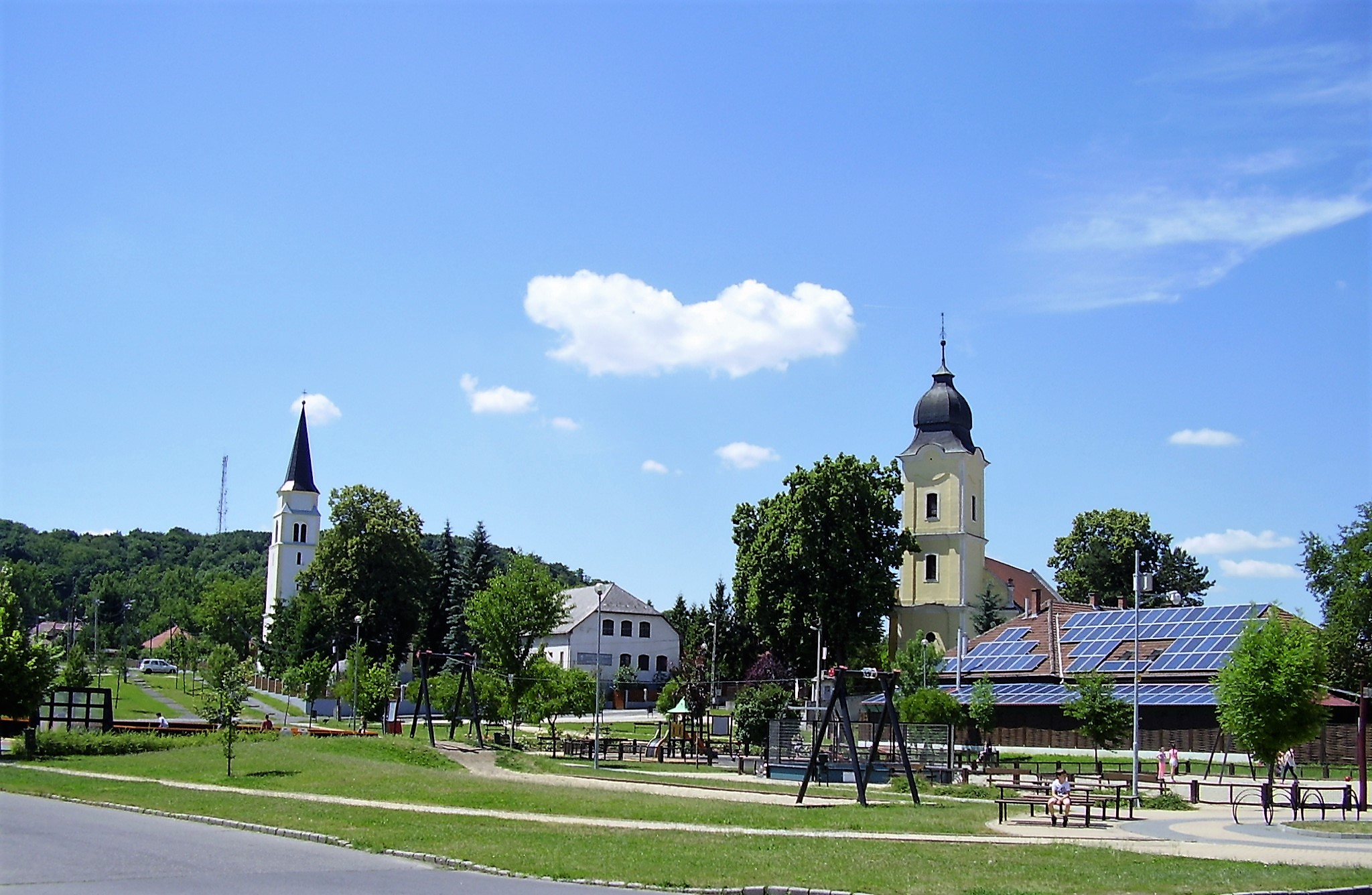
Jobbra: a sajókazinci református templom, balra: az Ávilai Nagy Szent Teréz-templom

## Története
1910-ben a sajókazinciak és a barcikaiak templom és iskola felépítését tervezték. Első lépésként saját költségükön vásároltak két harangot. Wind István egyházmegyei építészmérnök tervei alapján dr. Samassa József bíboros, egri érsek saját költségén építtette fel a templomot. A templom Sajókazinc egyik kiemelkedő dombján épült, amelyet 1913. június végén a bíboros, egri érsek főpásztor szentelt fel.
Az itteni katolikus hívek 1939-ig a sajószentpéteri, majd pedig az újonnan szervezett berentei plébániához tartoztak fíliaként. 
Isten háza Juhász István plébános harmincéves egyházszervező munkája alatt folyamatosan szépült, fejlődött. A belső térben Lavotha Géza fafaragó művész munkái: a szentségház, a stációk, a szentek szobrai láthatók. Bolacsek László ötvösművész sárgarézből készült munkái – a csillár, a falikarok, a kórus előtti korlát – fokozzák a szép összhatást. Az orgona Olaszországból érkezett. 
Az egyházközség 1982-ben lett önálló plébánia, így az Ávilai Nagy Szent Teréz-templom ekkortól kapta meg a plébániatemplomi rangot, 1993-tól pedig – az egyházmegyék átrendezése következtében – az Egri főegyházmegye Kazincbarcikai Esperesi Kerületének központjává vált. Juhász István halála után (1993) dr. Medvegy János plébános folytatta elődje fejlesztő munkáját.
1996-tól kezdve Bánhorváti és Dédestapolcsány, majd Berente, Sajógalgóc és Sajókaza egyházközségeit is a kazincbarcikai plébánia látja el, tevékenységét egy kinevezett káplán és egy állandó diakónus is segíti.
2003-ban Iváncsy Balázs plébános nevéhez fűződik a harangtorony tatarozása. 2005-ben megújult az elektromos hálózat és elkészült a gázfűtés is.
A 90 éves régi harang megrepedt, ezért az egyházközség új harangot öntetett, melyet Dr. Seregély István nyugalmazott egri érsek úr szentelt fel 2007. május 4-én.
2013. október 12-én búcsúünneppel egybekötve ünnepelték a templom fennállásának századik évfordulóját.

## Képgaléria

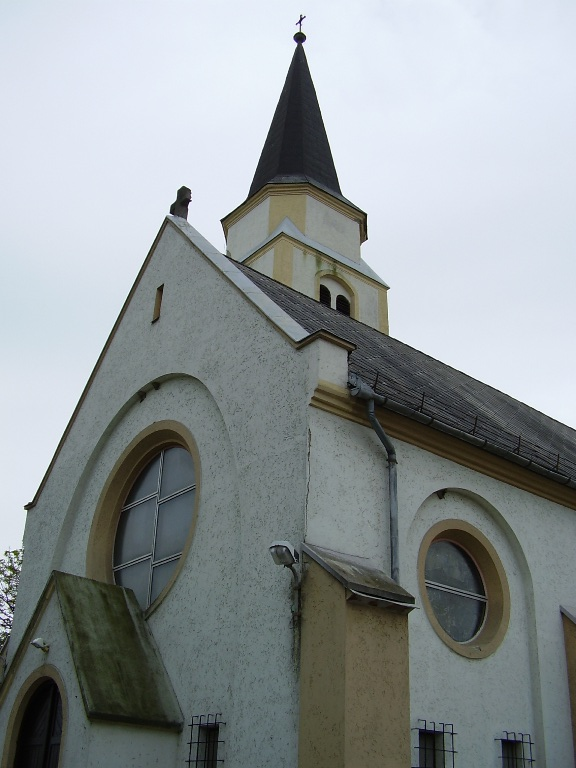
A főbejárattól balra
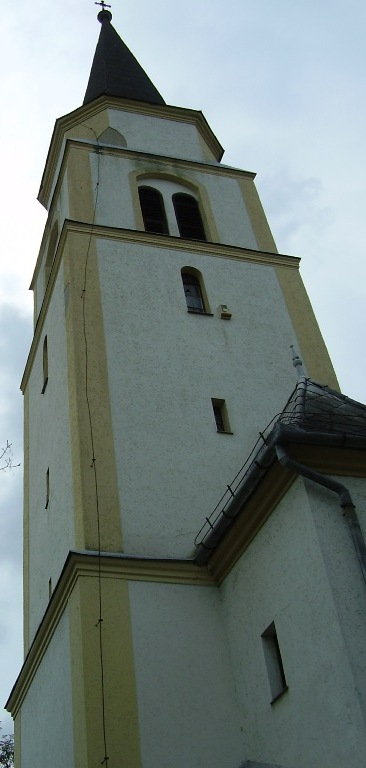
A harangtorony
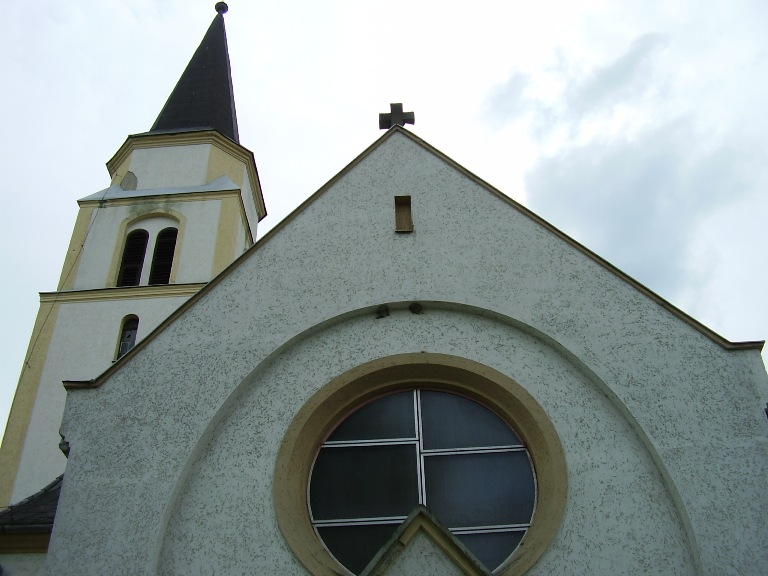
A főbejárattal szemben
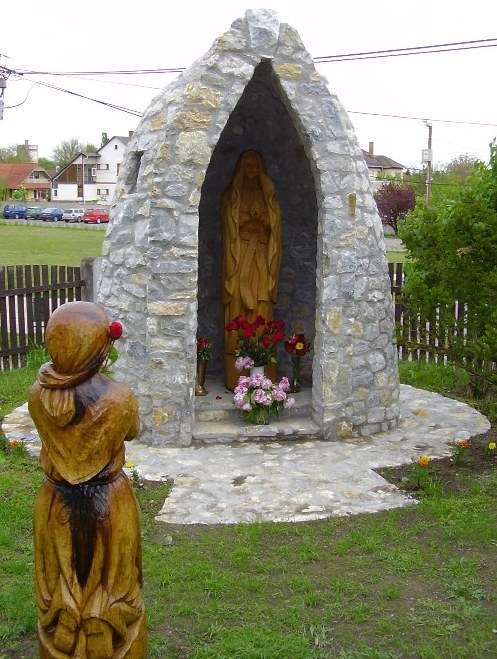
Szűz Mária és Szent Bernadett